# Ryan (film)
Ryan – kanadyjski animowany film krótkometrażowy z 2004 roku w reżyserii Chrisa Landretha. 

## Nagrody i nominacje
Film zdobył szereg nagród i jedną nominację w tym:
| Nazwa nagrody | Wygrane                                                      | Nominacje    |
| ------------- | ------------------------------------------------------------ | ------------ |
| Oscar         | 2005 Najlepszy krótkometrażowy film animowany Chris Landreth | 2005 wygrana |